# 庆阳农场
庆阳农场是一个位于中华人民共和国黑龙江省哈尔滨市延寿县的类似乡级单位，亦是黑龙江省农垦哈尔滨管理局所属的一个国有农场。
庆阳农场始建于1947年，位于尚志市、延寿县、方正县交界处，土地总面积7639公顷，总人口7919人。

## 行政区划
庆阳农场下辖以下单位：
庆阳场直社区和庆阳农场管理区。